# Necydalis major
Necydalis major là một loài bọ cánh cứng trong họ Cerambycidae.

## Hình ảnh

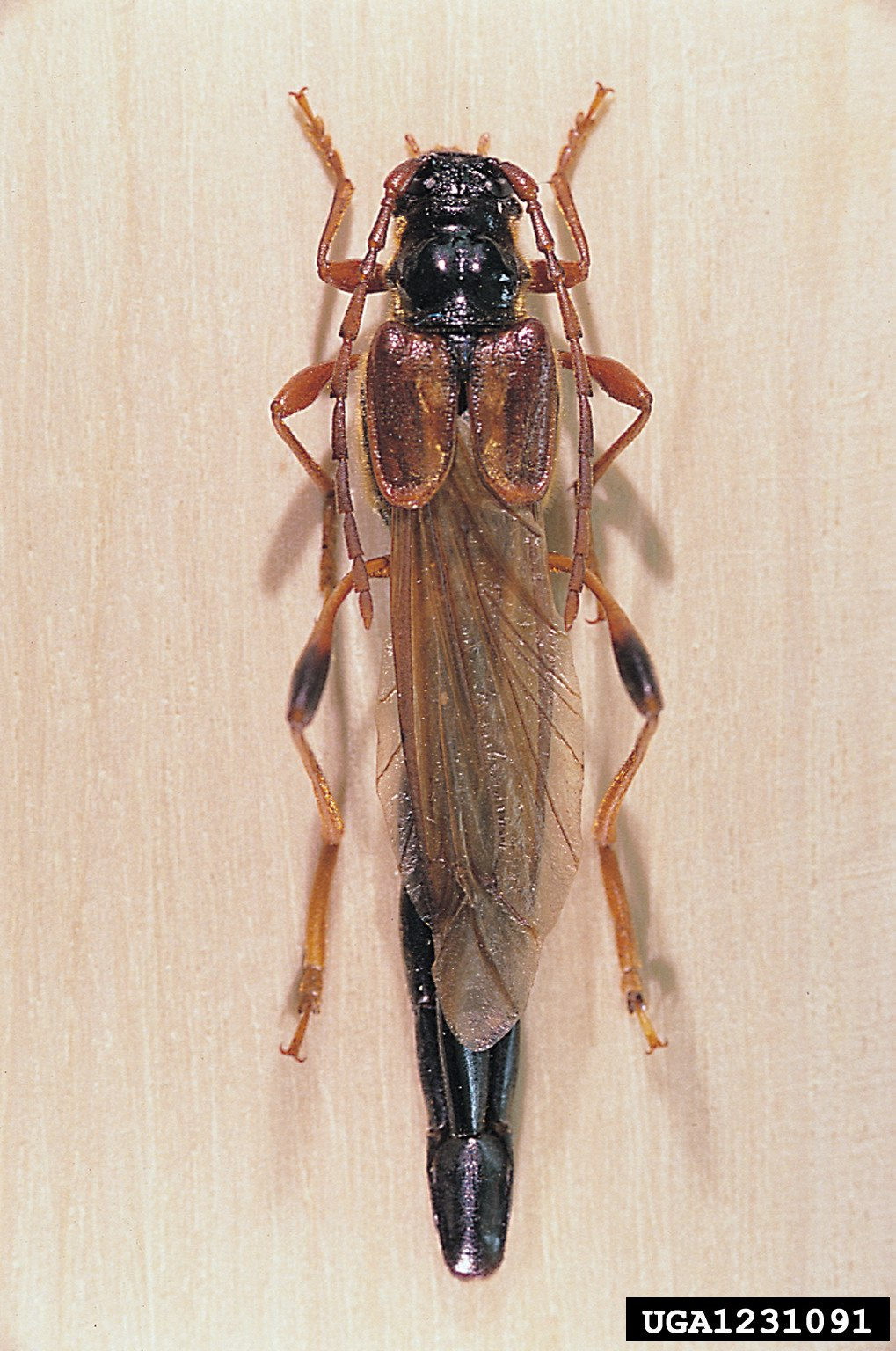
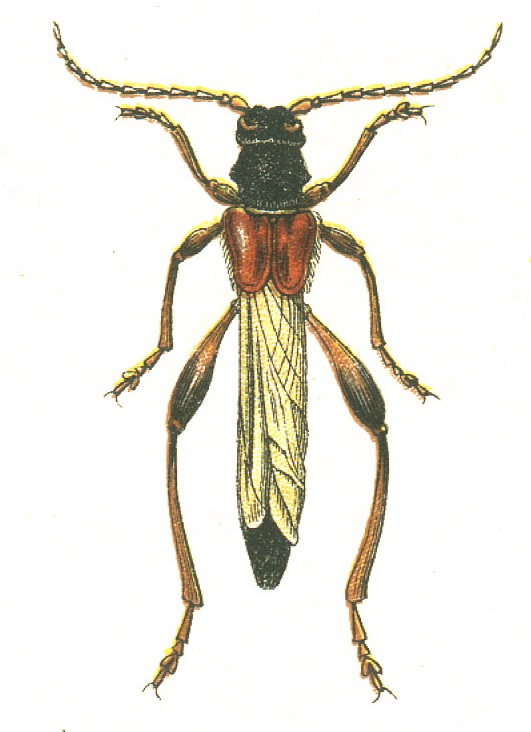
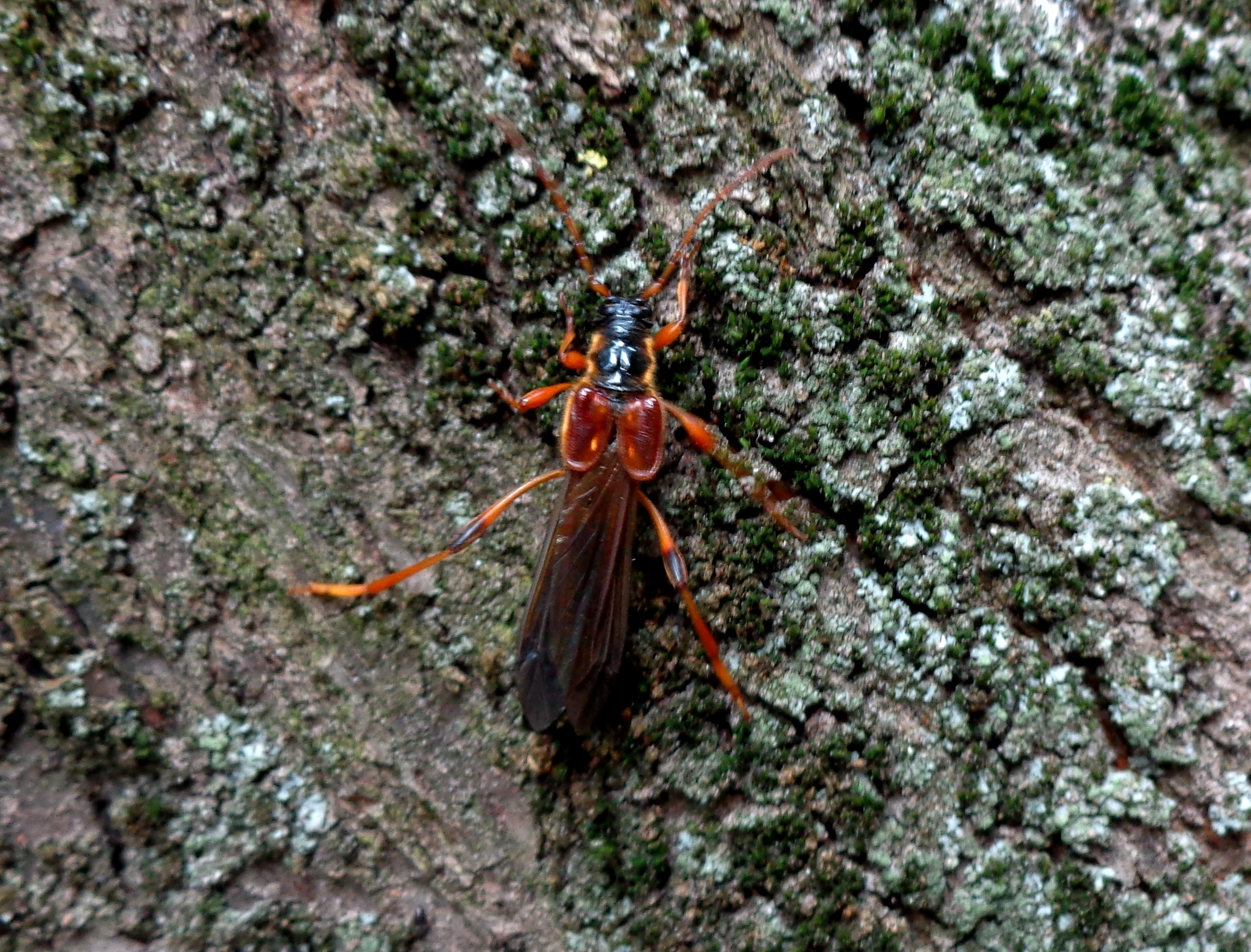
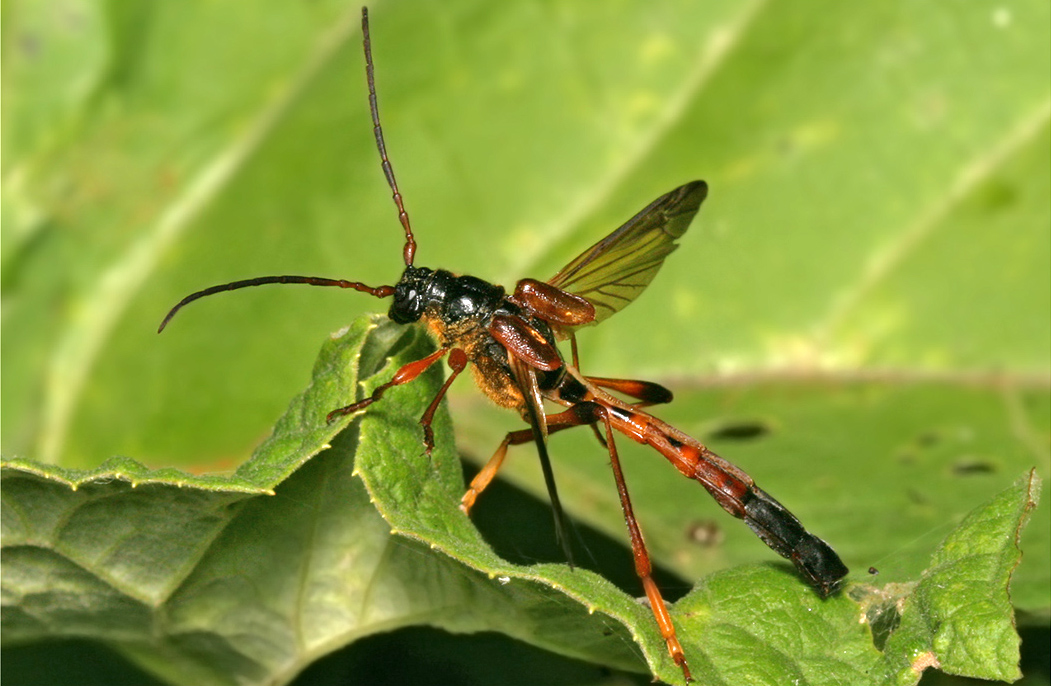